# Don't Ask Me Why
〈Don't Ask Me Why〉는 1980년에 발매된 빌리 조엘의 노래다. 이 곡은 아프리카-쿠바 리듬 스타일로 연주되는 모든 음향 및 라틴 타악기들로 구성돼 있다. 또한 이 노래는 어덜트 컨템포러리 차트에서 2주 간 1위에 달했고 빌보드 핫 100에서 19위를 기록했다.
이 곡은 《Glass Houses》의 세 번째 싱글로 발매되었고, 이후에 《Greatest Hits Volume 2》에도 수록되었다.

## 차트

### 주간 차트
| 1980년                        | 순위 |
| ----------------------------- | ---- |
| 캐나다 RPM 탑 싱글            | 4    |
| 캐나다 RPM 어덜트 컨템포러리  | 1    |
| 네덜란드 싱글 차트            | 42   |
| 프랑스 싱글 차트              | 42   |
| 미국 빌보드 핫 100            | 19   |
| 미국 빌보드 어덜트 컨템포러리 | 1    |
| 미국 캐시 박스 탑 100         | 21   |

### 연간 차트
| 1980년                   | 순위 |
| ------------------------ | ---- |
| 캐나다                   | 45   |
| 미국 조엘 윗번의 연간 팝 | 122  |

## 곡에 참여한 사람들
- 빌리 조엘 - 보컬, 피아노, 전기 그랜드 피아노
- 데이비드 브라운 - 어쿠스틱 기타
- 리버티 드비토 - 마라카스, 큰북, 트라이앵글, 클라베, 래칫, 캐스터네츠
- 러셸 저버스 - 어쿠스틱 기타
- 더그 스테크마이어 - 베이스